# Lisa Leonardi
Lisa Leonardi (...) è un'attrice italiana, spesso accreditata anche come Annalisa Nardi o Lisa Nardi.
È famosa al pubblico per aver interpretato l'infermiera Anna nel film 4 marmittoni alle grandi manovre.

## Filmografia
- La coda dello scorpione, regia di Sergio Martino (1971)
- Tutti i colori del buio, regia di Sergio Martino (1972)
- Quando Marta urlò dalla tomba (La mansión de la niebla), regia di Francisco Lara Polop (1972)
- Girolimoni, il mostro di Roma, regia di Damiano Damiani (1972)
- Baciamo le mani, regia di Vittorio Schiraldi (1973)
- 4 marmittoni alle grandi manovre, regia di Marino Girolami (1974)
- Dr. med. Mark Wedmann - Detektiv inbegriffen – serie TV (1974)
- Art of Crime – serie TV, episodio 2x06 (2019)